# Parafia Zesłania Ducha Świętego w Malborku
Parafia Zesłania Ducha Świętego w Malborku – rzymskokatolicka parafia położona w diecezji elbląskiej. Erygowana 1 lipca 1998 roku przez biskupa elbląskiego Andrzeja Śliwińskiego. Opiekę nad parafią sprawują księża orioniści.

## Terytorium parafii
Terytorium parafii stanowią ulice dzielnicy Piaski I i Piaski II w Malborku: Akademicka, Daleka, Dąbrowskiego, Grota-Roweckiego, Kielecka, Koszykowa, Krajewskiego, Kasztanowa, Leśna, lubelska, Marszałkowska, Młodych, Nogatowa, Piaskowa, Rakowiec, Reja, Okopowa, Saperów, Wąska, Wspólna, Wróblewskiego, Wilcza, Zieleniecka, Zarzecze.

## Proboszczowie parafii
| imię i nazwisko         | daty urzędowania |
| ----------------------- | ---------------- |
| ks. Jerzy Pawelczyk     | 1998–2005        |
| ks. Józef Pilich FDP    | 2005–2007        |
| ks. Andrzej Góral FDP   | 2007–2013        |
| ks. Lech Klejmont FDP   | 2014–2015        |
| ks. Robert Branicki FDP | 2015–2020        |
| ks. Leszek Kromka FDP   | od 2020          |

## Grupy parafialne
- Żywy różaniec
- Zespół muzyczny młodzieżowy
- Schola dziecięca
- Ministranci
- Bielanki
- Zespół charytatywny Caritas

## Nabożeństwa
| Nazwa     | Godzina                                  | Miesiąc     |
| --------- | ---------------------------------------- | ----------- |
| Majowe    | 17.30 (dni powszednie) 20.30 (niedziela) | Maj         |
| Czerwcowe | 17.30                                    | Czerwiec    |
| Różaniec  | 17.30                                    | Październik |